# 张发强
张发强（1945年2月—），男，汉族，江苏江宁人，生于上海，中华人民共和国政治人物，曾任国家体育总局副局长，第九、十届全国政协委员。

## 生平
1967年毕业于上海水产学院（现上海海洋大学）。。